# 寿町 (横浜市)
寿町（ことぶきちょう）は、神奈川県横浜市中区の町名。現行行政地名は寿町1丁目から4丁目（字丁目）。住居表示未実施区域。
寿町を中心とし、周囲の扇町や松影町を含む約60,000m2ほどの地域を指して寿地区と呼ぶこともある。

## 概要
寿地区は首都高、根岸線を挟んで関内の反対側に位置する。日雇労働者が求職を行う寄せ場があり、その周辺に彼らが宿泊する「ドヤ」（簡易宿所）が100軒以上立ち並んでいる「ドヤ街」と呼ばれる地区である。寿地区は、東京都台東区の山谷、大阪市西成区のあいりん地区（釜ヶ崎）と並ぶ三大寄せ場の一つとされる。
寿地区周辺は、第二次世界大戦後、1955年までアメリカ軍によって接収されていた。接収終了後、職業安定所の寿町への移転や簡易宿泊所群の建設が始まった。これに伴い、日ノ出町周辺や黄金町付近の大岡川沿岸バラック群（大岡川スラム）、さらに水上ホテルといった宿泊施設から港湾労働に携わる日雇労働者が、大勢移入。まもなくドヤ街が形成された。
他の寄場とは異なる寿地区のドヤの特徴は「門限なし」「自室に入るまでの廊下での外履き」が挙げられる。
毎年夏には寿町フリーコンサートが、年末年始には越冬闘争が行われている。越冬闘争の主体は寿日雇労働者組合やキリスト者の団体など。

## 歴史
第二次世界大戦で大空襲によって焼け野原になった横浜中心部のうち、寿町界隈は接収解除後の10年間治安が乱れ、放火や乱闘騒ぎ、麻薬の売買、賭博、売春、売血事件が頻発した。中田志郎・著『はだかのデラシネ』(1983年）によると、あまりの無法状態に一部の人々は、開拓期のアメリカになぞらえて「西部の街」と呼んだという。
接収地の返還後、1956年頃より在日韓国人が多く進出するようになり、この一帯の地主となった（中田著・前掲書 205,267頁）。さらに1965年ころからは暴力団が台頭し、この街の支配を在日韓国人と二分することとなる。

### 年表
- 1667年 - 吉田勘兵衛が海を埋め立て、「吉田新田」が完成する。なお、寿地区は当時「南一ツ目」と呼ばれた遊水池（沼地）であった。
- 1818年 - 「横浜新田」完成。
- 1853年 - 「太田屋新田」完成。
- 1859年 - 横浜港が開港。
- 1872年（明治5年）10月 - 大区小区制に基づき、第1大区4小区に属す。
- 1873年（明治6年）4月 - 吉田新田と太田屋新田・横浜新田間の沼地が埋め立てられ、市街地を形成。生糸や材木などの市が並び賑わう。このとき当時の謡曲等に因み、「寿町」・「扇町」・「翁町」・「松影町」・「不老町」・「蓬莱町」・「万代町」と名付けられた各町が起立する（これらの町を「埋地7か町」または単に「埋地地区」とも言う）。
- 1878年（明治11年）5月 - 郡区町村編制法に基づき、横浜区に編入される。
- 1889年（明治12年）4月1日 - 横浜市に編入される。
- 1927年（昭和2年）4月1日 - 区政施行により中区誕生。横浜市中区寿町となる[6]。
- 1945年（昭和20年）
  - 5月29日 - 第二次世界大戦中の横浜大空襲。米軍による無差別爆撃により、一帯が焼け野原となる。
  - 9月2日 - 終戦。米軍に接収され、いわゆる「かまぼこ兵舎[7]」が建てられる。
- 1950年（昭和25年） - 朝鮮戦争勃発。米軍の軍需輸送が増し、横浜港近くの当地域に労働者が集まってくる。
- 1955年（昭和30年） - 米軍の接収が解除される。
- 1956年（昭和31年）
  - 7月 - 横浜公共安定所（本所）が寿町4-149-1にある公設市場へ総工費10,908千円で買収し改築した上で移転。
  - 10月 -  最初の簡易宿泊所「ことぶき荘」（現：豊荘）が開業。
- 1957年（昭和32年）4月 - 桜木町から横浜公共職業安定所横浜労働出張所日雇労働者柳橋集合所が移転する。
- 1961年（昭和36年） - 血液銀行が転入。
- 1962年（昭和37年） - 横浜公共安定所（本所）が寿地区外へ移転。跡地は1968年（昭和43年）より神奈川県匡済会寿福祉センターが使用。
- 1963年（昭和38年） - 簡易宿泊所の数が80軒を超える。
- 1967年（昭和42年）2月7日 - 土地区画整理事業（関外）[8]に伴い、松影町の一部を編入し、長者町、扇町との境界を変更する[9]。
- 1973年（昭和48年） - 簡易宿泊所の数が89軒になる。
- 1978年（昭和53年）5月10日 - 寿町派出所が男2人の襲撃を受け、火炎瓶が投げつけられる[10]。
- 1979年（昭和54年） - 寿町フリーコンサート実行委員会が職安前で「寿町フリーコンサート」を開催（以後、毎年8月に開催）。
- 1983年（昭和58年） - 横浜浮浪者襲撃殺人事件発生。以後、木曜パトロールの会が見回りを開始。
- 1993年（平成5年） - 寿支援者交流会設立。
- 2003年（平成15年） - 横浜市ホームレス自立支援施設設立
- 2005年（平成17年） - 簡易宿泊所の空室を改装し旅行者を受け入れる、「ヨコハマ・ホステル・ビレッジ計画」が始まる。

## ヨコハマ・ホステル・ヴィレッジ
2005年6月に今まで「ドヤ街」という雰囲気を払拭し、地域の活性化を図るために「YOKOHAMA HOSTEL VILLAGE」という計画が始動した。スローガンは「寿町「ドヤ」から「ヤド」へ」。この計画は簡易宿泊所が多くある当地域を活かして簡易宿泊所を改装・改良し、バックパッカーなど短期滞在者を多く呼ぼうというものである。観光地にも近く普通のホテルよりも安いため、評判はまずまずのようである。しかし近辺に風俗店などが並んでおり治安の面で問題があること、心ない一部の観光客が物見遊山で訪れ日雇労働者の写真を勝手に撮ってトラブルになる等の問題点が少なからずあり、それを解決することが今後の課題となっている。

## 世帯数と人口
2025年（令和7年）6月30日現在（横浜市発表）の世帯数と人口は以下の通りである。
| 丁目      | 世帯数    | 人口    |
| --------- | --------- | ------- |
| 寿町1丁目 | 500世帯   | 734人   |
| 寿町2丁目 | 531世帯   | 594人   |
| 寿町3丁目 | 1,807世帯 | 1,899人 |
| 寿町4丁目 | 283世帯   | 321人   |
| 計        | 3,121世帯 | 3,548人 |

### 人口の変遷
国勢調査による人口の推移。
| 年                 | 人口  |
| ------------------ | ----- |
| 1995年（平成7年）  | 3,078 |
| 2000年（平成12年） | 3,449 |
| 2005年（平成17年） | 3,929 |
| 2010年（平成22年） | 3,801 |
| 2015年（平成27年） | 4,075 |
| 2020年（令和2年）  | 3,173 |

### 世帯数の変遷
国勢調査による世帯数の推移。
| 年                 | 世帯数 |
| ------------------ | ------ |
| 1995年（平成7年）  | 2,743  |
| 2000年（平成12年） | 3,114  |
| 2005年（平成17年） | 3,301  |
| 2010年（平成22年） | 3,360  |
| 2015年（平成27年） | 3,464  |
| 2020年（令和2年）  | 2,721  |

## 学区
市立小・中学校に通う場合、学区は以下の通りとなる（2024年11月時点）。
| 丁目      | 番地 | 小学校               | 中学校                 |
| --------- | ---- | -------------------- | ---------------------- |
| 寿町1丁目 | 全域 | 横浜市立南吉田小学校 | 横浜市立横浜吉田中学校 |
| 寿町2丁目 | 全域 | 横浜市立南吉田小学校 | 横浜市立横浜吉田中学校 |
| 寿町3丁目 | 全域 | 横浜市立南吉田小学校 | 横浜市立横浜吉田中学校 |
| 寿町4丁目 | 全域 | 横浜市立南吉田小学校 | 横浜市立横浜吉田中学校 |

## 事業所
2021年現在の経済センサス調査による事業所数と従業員数は以下の通りである。
| 丁目      | 事業所数  | 従業員数 |
| --------- | --------- | -------- |
| 寿町1丁目 | 31事業所  | 552人    |
| 寿町2丁目 | 27事業所  | 324人    |
| 寿町3丁目 | 42事業所  | 234人    |
| 寿町4丁目 | 32事業所  | 219人    |
| 計        | 132事業所 | 1,329人  |

### 事業者数の変遷
経済センサスによる事業所数の推移。
| 年                 | 事業者数 |
| ------------------ | -------- |
| 2016年（平成28年） | 134      |
| 2021年（令和3年）  | 132      |

### 従業員数の変遷
経済センサスによる従業員数の推移。
| 年                 | 従業員数 |
| ------------------ | -------- |
| 2016年（平成28年） | 954      |
| 2021年（令和3年）  | 1,329    |

## 施設・団体
- 横浜家庭裁判所
- 横浜公共職業安定所横浜港労働出張所日雇専門
- 伊勢佐木警察署 寿町交番
- 神奈川県社会文化会館
- 寿町総合労働福祉会館
- 労働福祉センター幼稚園
- かながわ労働プラザ（Lプラザ）
  - 多目的ホール
  - 音楽スタジオ
- 日本バプテスト横浜教会
- 日本基督教団 寿地区センター
- 認定NPO法人ろばと野草の会
- 寿日雇労働者組合
- 中村川
- 寿町公園
- 扇町公園
- 吉浜町公園（石川町）
- ボートピア横浜
- 横浜市ホームレス自立支援施設
- 首都高速花園橋換気所

## 医療
- 寿町健康福祉交流センター診療所（内科・精神科・心療内科）
- 寿町健康福祉交流センター健康コーディネート室
- ことぶき共同診療所
- 健仁外科医院
- 寿町歯科室

## 交通

### 鉄道
- JR根岸線 関内駅・石川町駅
- 横浜市営地下鉄ブルーライン 関内駅・伊勢佐木長者町駅

### 道路
高速道路
- 首都高速道路 横羽線・狩場線 石川町入口

## 寿町に因む作品
- 小説『ブルース』花村萬月・作 角川書店 1992年
- 小説『推定有罪』笹倉明・作 文藝春秋 1996年
- 小説『寿にて』川崎昌平・作 寿オルタナティブ・ネットワーク 2009年
- ノンフィクション『ホームレス歌人のいた冬』三山喬 東海教育研究所
- ノンフィクション『命の旅人』大倉直 現代書館

## その他

### 日本郵便
- 郵便番号：231-0026[3]（集配局：横浜港郵便局[21]）

### 警察
町内の警察の管轄区域は以下の通りである。
| 丁目      | 番・番地等 | 警察署         | 交番・駐在所 |
| --------- | ---------- | -------------- | ------------ |
| 寿町1丁目 | 全域       | 伊勢佐木警察署 | 寿町交番     |
| 寿町2丁目 | 全域       | 伊勢佐木警察署 | 寿町交番     |
| 寿町3丁目 | 全域       | 伊勢佐木警察署 | 寿町交番     |
| 寿町4丁目 | 全域       | 伊勢佐木警察署 | 寿町交番     |